# Никкола, Ари-Пекка
Ари-Пекка Никкола (фин. Ari-Pekka Nikkola; род. 16 мая 1969 года) — финский прыгун с трамплина, двукратный олимпийский чемпион и четырёхкратный чемпион мира в командном турнире. Обладатель Кубка мира.

## Карьера
В Кубке мира Ари-Пекка Никкола дебютировал 30 декабря 1985 на первом этапе Турне четырёх трамплинов в Оберстдорфе, где сразу занял 12-е место.
В начале 1987 года на этапе в Чехословакии стал третьим, завоевал первый подиум. В том же году дебютировал на чемпионате мира, был шестым на нормальном трамплине, одиннадцатым на большом, а в командном турнире вместе с Матти Нюкяненом, Туомо Юлипулли и Пеккой Суорсой завоевал первую в карьере золотую медаль. Уже после чемпионата мира на домашнем этапе в Лахти одержал первую победу в карьере.
В 1988 году на Олимпиаде в Калгари в личных турнирах занимал места во втором десятке, зато в командном турнире финская сборная (в которой по сравнению с прошлым годом Суорсу заменил Яри Пуйкконен) одержала убедительную победу, став олимпийским чемпионом.  
На домашнем чемпионате мира 1989 года в Лахти Никкола завоевал серебро на нормальном трамплине, остался в шаге от награды на большом трамплине и вместе с командой защитил звание чемпионов мира в командном первенстве.
В сезоне 1989/90 Ари-Пекка одержал четыре победы (в том числе на инсбрукском этапе Турне четырёх трамплинов) и в итоге выиграл Кубок мира, став обладателем Большого хрустального глобуса.
Чемпионат мира 1991 года, который прошёл в Валь-ди-Фьемме оказался для финского прыгуна не настолько удачным, как предыдущие. Никкола завоевал бронзу на нормальном трамплине, а в командном первенстве финская команда уступила 4 очка сборной Австрии. Это был единственный чемпионат в карьере Никколы, на котором он не завоевал золотую медаль.
В 1992 году на Олимпиаде в Альбервиле финн неудачно выступил в личных турнирах, но попал в состав команды, которая второй раз подряд выиграла золото командного турнира. 
Ари-Пекка Никкола почти полностью пропустил сезон 1992/93, не выступал на мировом первенстве в Фалуне, но к олимпийскому сезону 1993/94 вновь вернулся в и Кубок мира, и в состав команды.
На Играх в Лиллехаммере Никкола выступал только в личных первенствах, где занимал места за пределами первой десятки. В командном турнире не участвовал, впрочем финны остались без медали, став пятыми.
В сезоне 1995/96 финн был близок к тому, чтобы повторить свою победу в общем зачёте мирового кубка, но стал вторым, уступив 32 очка австрийцу Андреасу Гольдбергеру.
В 1995 и 1997 годах Никкола становился чемпионом мира в командном турнире. Был близок к тому, чтобы завоевать медаль тронхеймского чемпионата, но стал четвёртым на большом трамплине.
Последним крупным турниром в карьере Никколы стали Игры в Нагано, где ближе всего к медалям он подошёл в командном турнире, который финны закончили пятыми.
После завершения карьеры работал тренером. Работал с Кадзуёси Фунаки. Был помощником тренера сборной Финляндии, а в 2003—2006 годах возглавлял её. Потом работал со сборной Словении. С 2010 года тренер юниорской сборной Финляндии.

## Выступления на Олимпийских играх
| Игры             | Нормальный трамплин | Большой трамплин | Командный турнир |
| ---------------- | ------------------- | ---------------- | ---------------- |
| Калгари 1988     | 15                  | 16               | 1                |
| Альбервиль 1992  | 53                  | 30               | 1                |
| Лиллехаммер 1994 | 16                  | 22               | —                |
| Нагано 1998      | 15                  | 31               | 5                |

## Выступления на чемпионатах мира
| Чемпионат           | Нормальный трамплин | Большой трамплин | Командный турнир |
| ------------------- | ------------------- | ---------------- | ---------------- |
| Оберстдорф 1987     | 6                   | 11               | 1                |
| Лахти 1989          | 2                   | 4                | 1                |
| Валь-ди-Фьемме 1991 | 3                   | 31               | 2                |
| Тандер-Бей 1995     | 23                  | —                | 1                |
| Тронхейм 1997       | 27                  | 4                | 1                |